# أكني (إكويا آيت واسو)
أكني هو دُوَّار يقع بجماعة تسكدلت، إقليم شتوكة آيت باها، جهة سوس ماسة في المملكة المغربية. ينتمي الدوّار لمشيخة إكويا آيت واسو التي تضم 8 دواوير. يقدر عدد سكانه بـ 47 نسمة حسب الإحصاء الرسمي للسكان والسكنى لسنة 2004.

## روابط خارجية
- البوابة الوطنية للجماعات الترابية
- المندوبية السامية للتخطيط